# زیریکوو
زیریکوو (انگلیسی: Zirikovo) یک شهرک در شهرستان گافوریسکی استان باشقیرستان کشور روسیه است.